# Körös Volán
Koordináták: é. sz. 46,6847°, k. h. 21,0560°46.684700°N 21.056000°E
A Körös Volán Autóbuszközlekedési Zrt. egy magyarországi közlekedési vállalat volt, Békéscsaba székhellyel. Több mint 200 járművével Békés megyében helyközi autóbuszközlekedést üzemeltetett, ellátta több város helyi járati forgalmát, távolsági járatokat közlekedtetett többek között Budapestre, Dunaújvárosba, Egerbe, Miskolcra és Pécsre. Szerződéses és különjárati szolgáltatást is végzett. 2015. január 1-jén beolvadt a Dél-alföldi Közlekedési Központ Zrt.-be.

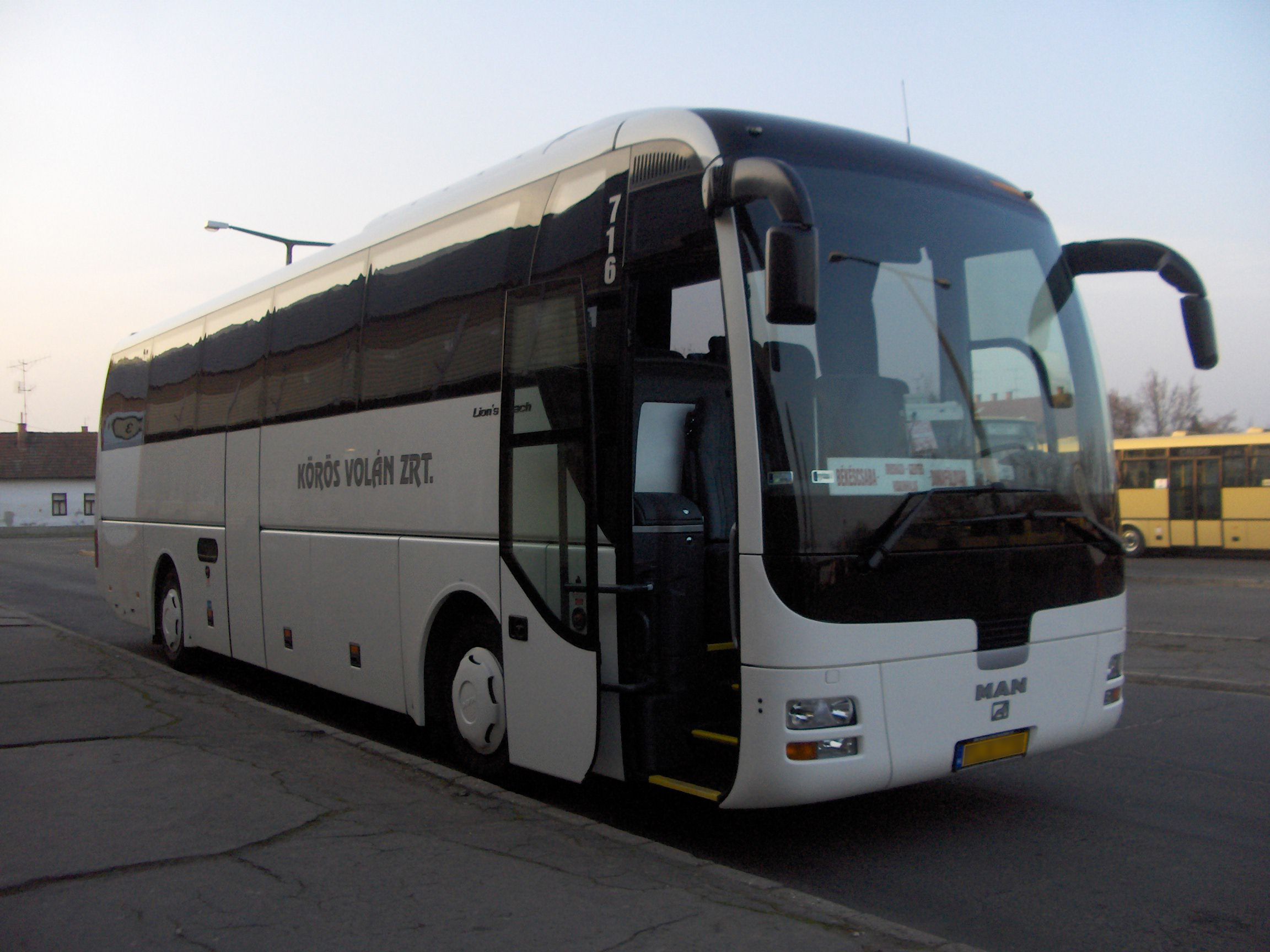
A Körös Volán egyik modern, MAN Lion's Coach típusú autóbusza

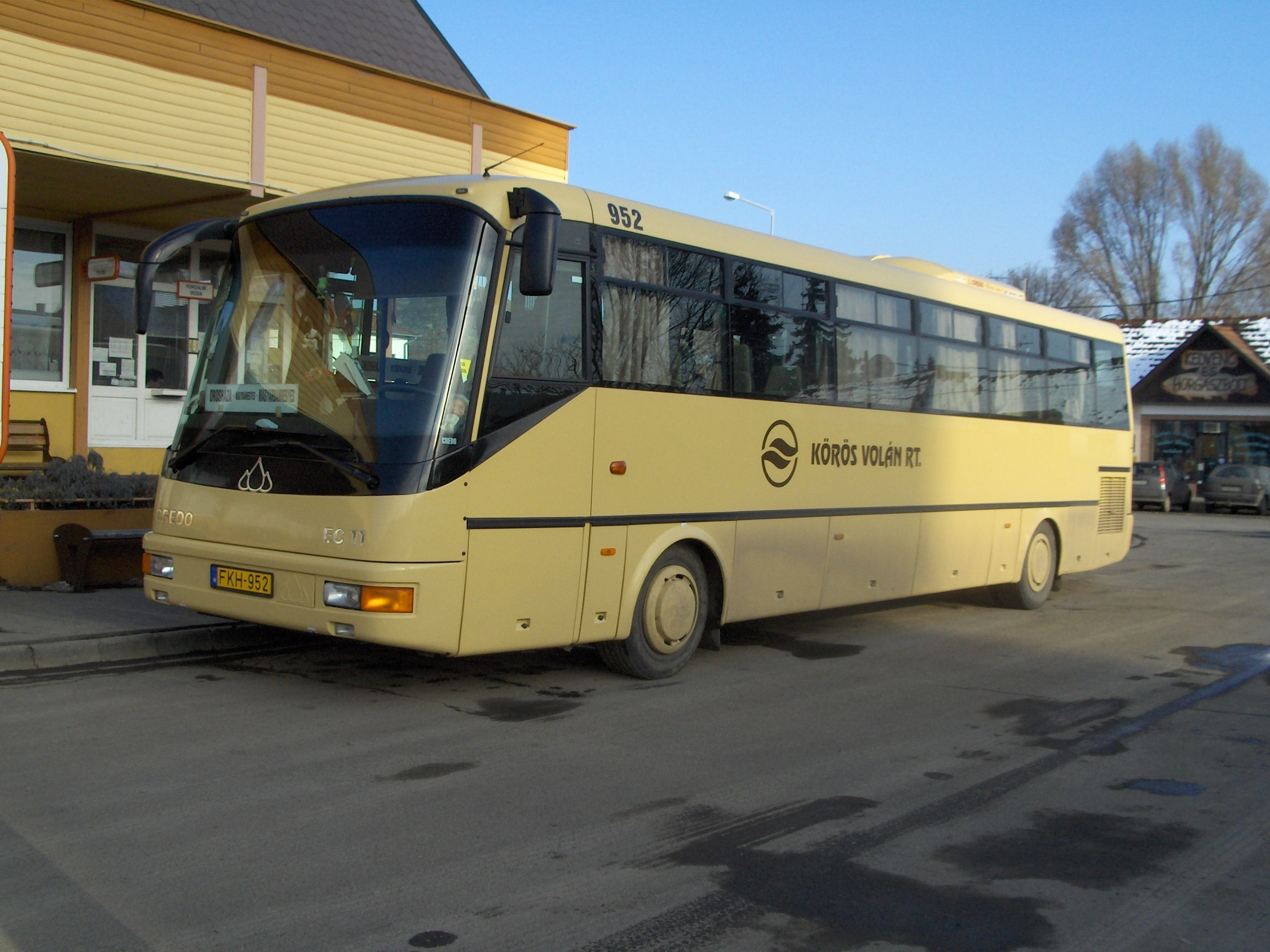
A Körös Volán Zrt. egyik Credo EC11 autóbusza Orosházán

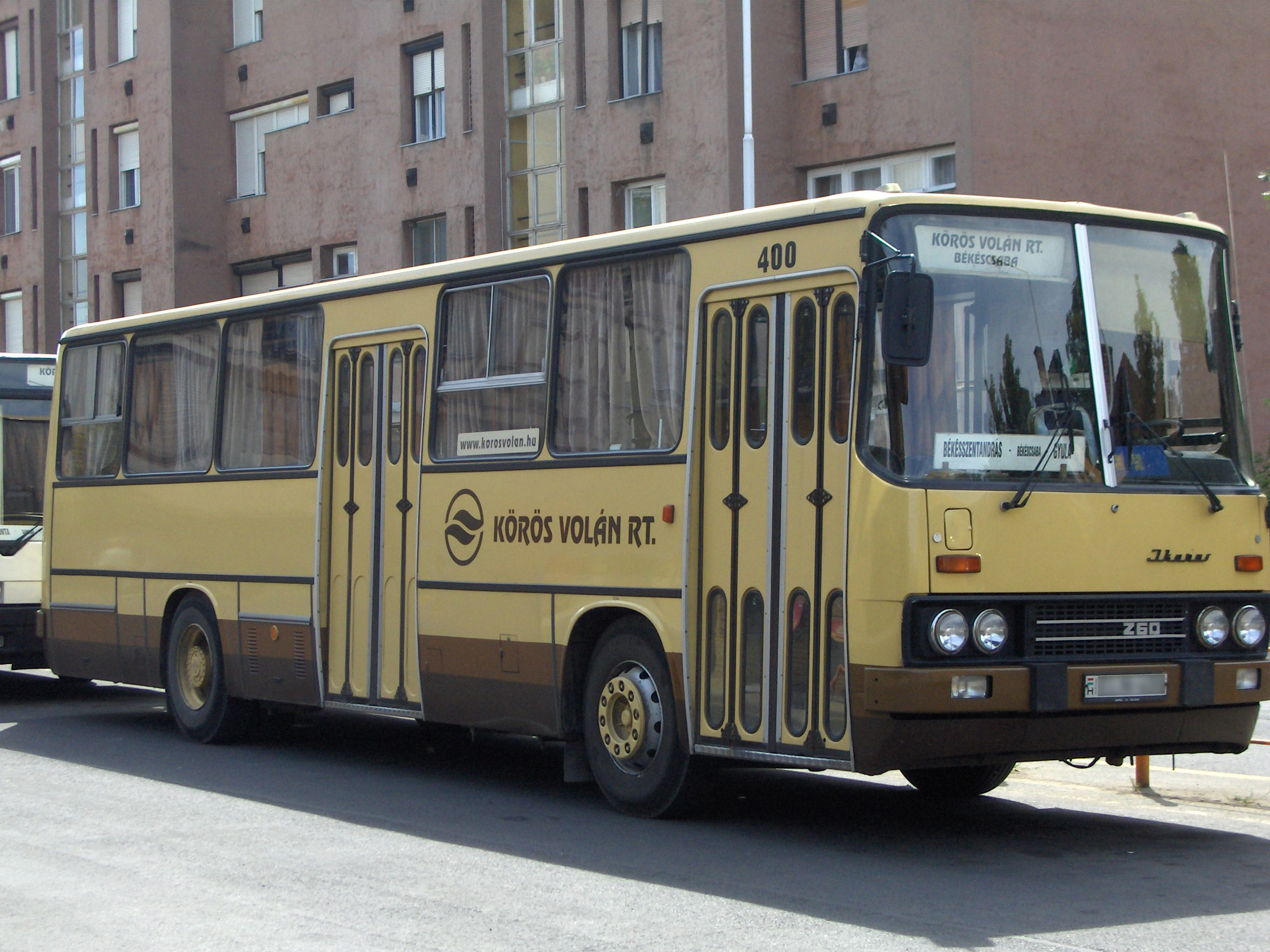
Ikarus 260 típusú Körös Volán autóbusz Gyulán.

## Cégtörténet
A vállalat jogelődje a 13. sz. (Szegedi) Autóközlekedési Vállalat békéscsabai és orosházi főnökségeiből, a Szolnoki MÁVAUT Autóközlekedési Vállalat Békéscsabai Kirendeltségéből, és továbbá az akkori 17. Sz. Autóközlekedési Vállalat Taxi Kirendeltségéből jött létre 1953. december 1-jén, 81. számú Autóközlekedési Vállalat néven. A vállalat profiljába a teherautó-fuvarozás, a távolsági autóbusz-közlekedés és a taxiközlekedés tartozott. A vállalat egy átszervezés következtében 1954. november 1-jével Békéscsabai 41. sz. Autóbuszközlekedési Vállalat néven folytatta tovább működését. 1955 januárjában megalakult a szarvasi, majd 1957 júliusában a gyulai szolgálati hely. 1964-ben átadták Békéscsabán a Hunyadi téri, majd 1969-ben a gyulai autóbusz-állomást. Az új számozásban innentől kezdve 8. Számú Volán Vállalat a társaság neve. 1973-ban indultak a vállalat első külföldi járatai Temesvárra és Nagyváradra. 1984-ben az orosházi autóbusz-pályaudvar a Thököly utcából a vasútállomás mellé költözött. A Tröszt megszűnésével 1986-ban alakult meg a Körös Volán Vállalat, amely ekkor még az autóbusz-közlekedés mellett teherszállítással is foglalkozott. Az 1986-os menetrend tartóssá nem vált újdonsága volt, hogy az egri járatot a nyári időszakban Szilvásváradig, a miskolci járatot bizonyos napokon Kassáig meghosszabbították. A szűkössé vált Hunyadi téri autóbusz-állomás helyett 1988. augusztus 20-án átadták az aluljáróval ellátott, barna-sárgásbarna színűre festett új békéscsabai autóbusz-állomást, amely a vasútállomás előtt került felépítésre.

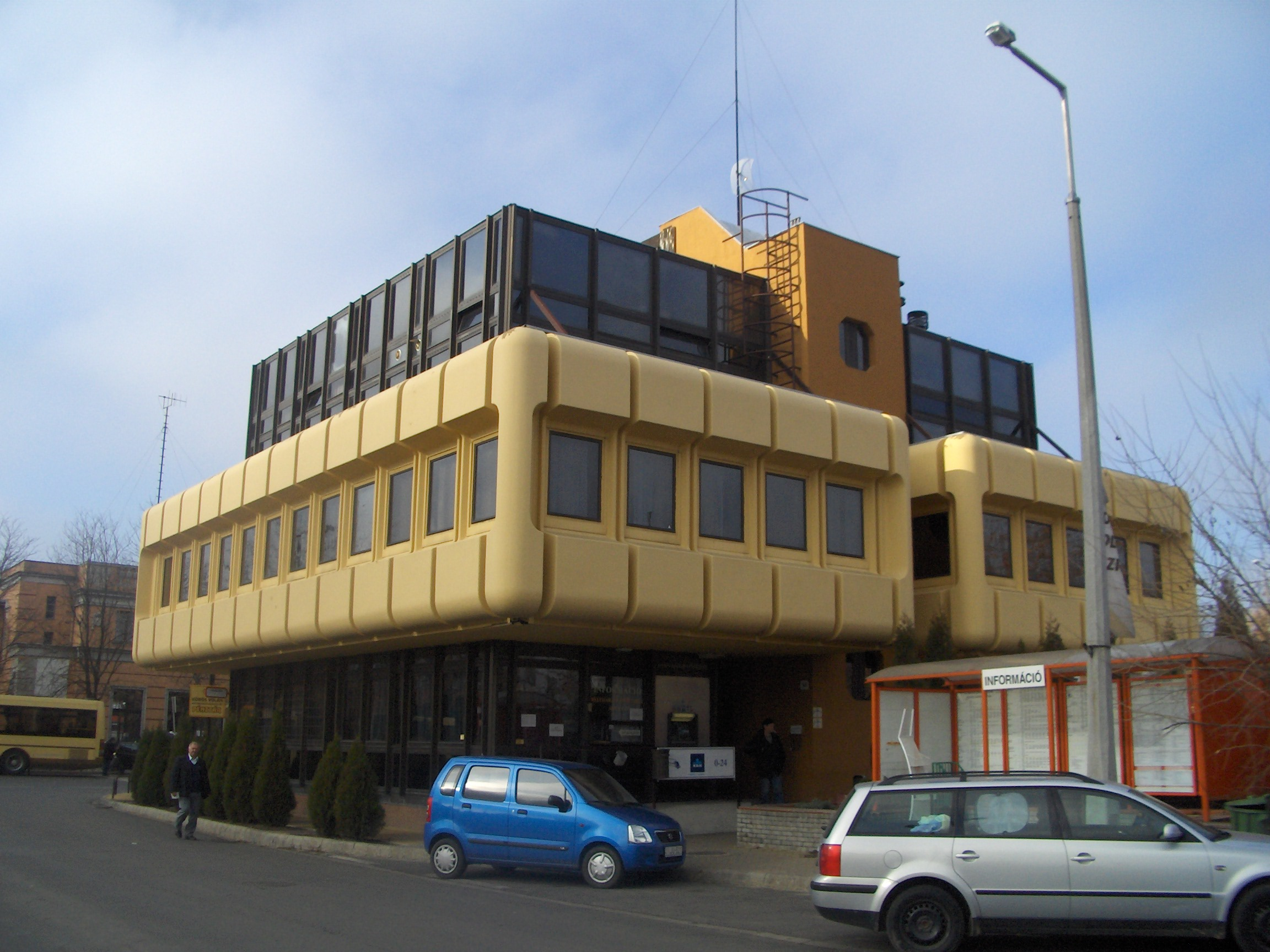
A békéscsabai autóbusz-állomás

A távolsági járatok körében változás volt, hogy 1988-ban beindult a Békéscsaba-Szeghalom-Bucsa-Karcag-Berekfürdő járat, amely csak 2 évig élt. Megszűnt az egri járat Szilvásváradig történő közlekedése. 1989. szeptember 30-ától a budapesti járatok az M5-ös autópályán át közlekednek. 1991-ben indult be a máig sikeres Békéscsaba-Pécs, illetve Békéscsaba-Dunaújváros járat.
1992-ben indult először Magyarország leghosszabb belföldi járata, a Gyula, (Várfürdő)-Békéscsaba-Szentes-Dunaföldvár-Siófok-Zalaegerszeg-Lenti vonal. Hossza 537 kilométer volt, ennek megtétele menetrend szerint 11 óra 20 percet vett igénybe. A járatokat a Zala Volánnal közösen közlekedtették. 2003-ban a vonalat Békéscsaba-Dunaföldvár és Dunaföldvár-Zalaegerszeg járatokra osztották illetve rövidítették, a közös üzemeltetés megszűnt. A Dunántúli szakaszt később a Zala Volán felhagyta, a Körös Volán pedig 2007-óta csak Orosháza és Dunaföldvár között közlekedteti autóbuszát.
A rendszerváltás környékére a Körös Volán nehéz anyagi helyzetbe került. A nyolcvanas évek végétől az új járművek beszerzése visszaesett, járműállományát kényszerűségből használt buszokkal pótolta. A kilencvenes évek elején mind a helyi, mind a helyközi közlekedésben jelentős teljesítménycsökkentésre (járatritkításra) került sor, ideiglenesen megszűnt a mezőberényi, sarkadi, gyomaendrődi helyi járat. Bezárásra kerültek a békési, eleki, gyomai, mezőberényi, mezőkovácsházi, szeghalmi telephelyek. A cég 1992-től, a teherszállítási profil megszüntetése után tisztán személyszállító vállalatként működik tovább.
A vállalat általános jogutódaként 1993. január 1-jén létrejött a Körös Volán Autóbuszközlekedési Részvénytársaság. A kilencvenes évek közepétől a helyközi járatokon az ALMEX jegykiadó gépeket elektronikusak váltják fel, és a megyében utolsóként, a Békéscsaba – Békés vonalon is megszűnik a kalauzos közlekedés. 2000-ben Körösújfalu bekapcsolásával az összes Békés megyei település elérhetővé vált a Körös Volán járataival. A vállalat 2005-ben zártkörűen működő közlekedési részvénytársasággá alakult. Habár a 2008-as első negyedévben az ország Volán társaságai közül egyedül a Körös Volán zárt pozitív mérleggel, ennek ellenére a vezérigazgatót több politikai támadás is érte, le kívánták váltani. Ez nem sikerült, maradhatott a posztján. 2009-ben a Békéscsaba – Szabadka járat Szegedig történő rövidítésével megszűnt a cég utolsó nemzetközi járata is. A társaság a 2000-es évek elejétől kezdve immáron évi 37 milliós utaslétszámmal büszkélkedhetett, tehát minden Békés megyei nagyjából 100-szor vette igénybe a Volán szolgáltatását, ami igen jó arány.
A társaság 2013-ra már évi 5,3 mrd forintos évi forgalommal stabilan nyereséges volt, 210 autóbuszt üzemeltetve. Ebben az évben kezdték meg kiépíteni az integrált forgalomirányítási rendszert is 446,759 millió forint értékben, amelyhez 95%-os EU-s támogatást nyertek.

## Járműpark

### Története
A 81-es AKÖV 1953-as megalakulásakor a teher- és személygépkocsik mellett 18 darab autóbusszal rendelkezett, ezek paddal ellátott teherautók (úgynevezett "fakaruszok"), Rába-Speciál, továbbá francia gyártmányú Chausson és Isobloc autóbuszok voltak. Az 1950-es, 60-as években ÁMG 407, 408-as, illetve különféle Ikarus típusok (31, 55, 66, 630) beszerzése folyt. Teherautók közül ebben az időszakban Csepel gépkocsik érkeztek nagy számban. 1967-ben 46 darab Ikarus 630-as érkezik, az akkor már korszerűtlennek számító ÁMG-k leváltására.
Az 1970-es évek elején elindult az Ikarus 200-as típuscsalád sorozatgyártása, 1974-től a Körös Volánnál is elkezdődött a beszerzésük. Ekkor főleg Ikarus 255, 260, 266, 280, és kisebb számban Ikarus 211 típusú autóbuszok kerültek a vállalathoz. 1978-tól az Ikarus 255 helyett korszerűbb Ikarus 256-osok érkeztek. 1983-ban a cég selejtezi az utolsó Ikarus 66-os autóbuszát is, az ezt követő 10 évben a 200-as család egyeduralkodó az autóbusz-állományban. 1984-ben a járműpark közel 600 autóbuszból és tehergépkocsiból, 287 pótkocsiból, és 54 rakodógépből állt. Ugyanebben az évben megkezdődik az Ikarus 266-osok helyett az Ikarus 260-asok helyközi változatának, a 260.32-es altípusnak a beszerzése, 1989-ig 35 darab érkezik belőlük a vállalathoz.
Az 1980-as évek második felétől egyre kevesebb új jármű érkezik a Volánhoz, ezért a kilencvenes évek végéig folyamatosan használt autóbuszok beszerzésére is rákényszerül. Első lépésként 1990-ig mintegy 40 darab, átlagosan 7-9 éves Ikarus 260-as és 280-as érkezik a BKV-tól, majd 1991-től 1998-ig főleg az egykori NDK-területéről érkeznek használt Ikarusok. 1992-ben új típus jelenik meg a járműparkban, az Ikarus 250-es.
1994 februárjában megtörik a 200-as család egyeduralma, 3 darab új, korszerű Ikarus 415-ös kerül állományba, melyeket áprilisban újabb 3 darab követ. Ezek a járművek viselték először, a később általánossá vált homoksárga (RAL 1002) flottaszínt. (Az ezredfordulóig alul világos- és sötétbarna csíkkal kiegészítve.) Szintén 1994-ben érkezik az első kettő Ikarus 395-ös is, a távolsági és különjáratos kocsipark frissítésére. A Rába alvázra, Rába D10-es motorral készült járművek beszerzése ezután 2002-ig folyamatos, összesen 23 darab kerül a céghez. 1996-ban 6 darab idős, 14-18 éves MAN SL 200-as autóbusz érkezik Németországból, azonban 2-3 éven belül selejtezik őket. Ugyanebben az évben egy különleges Ikarus E94-es is megvételre került, a Scania alvázra épített prototípus jármű a cég első alacsony padlós járműve.
1997 őszén megérkeznek az első modernizált, 12 méter hosszú Ikarus 256-osok, Detroit Diesel motorral szerelve. Ilyen autóbusz került az 1997 novemberében indult, rövid életű Szarvas – Battonya – Arad nemzetközi járatra is. Ugyanekkor vesznek állományba egy Ikarus E14-es midi kategóriájú autóbuszt, és egy "másfél emeletes" Ikarus 397-est. Az E14-es 2009-es eladása előtt főként különjárati feladatokat látott el, de előfordult a Békéscsaba-Dunaföldvár távolsági járaton is.
1999-ben selejtezik az utolsó Ikarus 266-ost, ezzel eltűnik a palettáról a nyolcvanas évek helyközi közlekedésének meghatározó járműve, a cég utolsó laprugós típusa. Ezen év tavaszától, mintegy 50 év után ismét megjelennek a Rába gyártmányú autóbuszok a megye útjain, két év alatt 10 szóló, és 7 csuklós járművel gyarapodik a flotta. Ugyanebben az évben érkezik a Volán egyetlen emeletes autóbusza, egy Ikarus E99-es.
2002 májusában állományba kerülnek az utolsó Ikarusok, 4 darab C80-as. Szintén 2002-től újra feltűnnek a megye útjain a MAN típuscsalád autóbuszai, illetve megjelennek a Credo márkájú autóbuszok, mindkettő beszerzése azóta is folyamatos. 2006-ban (az MAN és Credo típusokon felül) két darab MB Conecto típusú autóbusszal, 2007-ben egy darab csuklós helyközi kivitelű Volvo 7700A-val, 2008-ban pedig két új alacsony padlós MB Conecto(O545) és 4 új MAN Lion's Regio típusú autóbusszal gazdagodott a társaság. 2009-ben 8, 2010 év végén pedig 5 darab új Credo EC 12 állt forgalomba. Szintén 2010 végén 3 új MAN Lion's Regio autóbusszal gyarapodott a járműpark.

### Jelene
Lásd: DAKK Dél-alföldi Közlekedési Központ#Békés megyei járműpark (Körös Volán)

## Helyi járatok
Helyi járatok az alábbi városokban közlekednek
- Békés
- Békéscsaba
- Gyula
- Mezőberény
- Mezőkovácsháza helyközi díjszabással
- Orosháza
- Sarkad helyközi díjszabással
- Szarvas
- Szeghalom
- Vésztő helyközi díjszabással

## Külső hivatkozások
- A Körös Volán Zrt. hivatalos oldala
- Az Index Körös Volán fóruma